# Berthold Englisch
Berthold Englisch (ur. 9 lipca 1851 we wsi Osobłoga, zm. 19 października 1897 w Wiedniu) – austriacki mistrz szachowy pochodzenia żydowskiego, z zawodu makler giełdowy. Zwycięzca turnieju w Lipsku (1879), w następnym roku zajął dzielone I miejsce w Wiesbaden (1880). W 1890 rozegrał w Wiedniu mecz z przyszłym mistrzem świata Emanuelem Laskerem, przegrywając 1.5-3.5 (+0-2=3). Sześć lat później tamże zremisował z Harrym Pillsburym 2.5-2.5 (+0-0=5). Według retrospektywnego systemu rankingowego Chessmetrics w 1881 osiągnął II miejsce listy światowej.